# Le Diable en bouteille
Le Diable en bouteille è un film del 1935 diretto da Heinz Hilpert e Reinhart Steinbicker con la supervisione di Raoul Ploquin. È la versione francese del film tedesco Dannazione.
La sceneggiatura di Serge Véber si basa sul racconto Il diavoletto nella bottiglia (The Bottle Imp) pubblicato nel 1891 da Robert Louis Stevenson che era già stata portato sullo schermo nel 1917 in La bottiglia incantata di Marshall Neilan, interpretato da Sessue Hayakawa.

## Trama
In un'isola del Pacifico, Kiwe il marinaio sembra aver trovato la fortuna quando compera una bottiglia magica che fa diventare realtà ogni desiderio del suo proprietario. Peccato però che chi la possiede alla fine dovrà perdere l'anima a meno che non riesca a venderla a qualcun altro: a ogni passaggio di mano, però, il prezzo dovrà essere sempre più basso. Kiwe, ormai ricco, non tarda a capire il pericoloso destino che lo attende e trova un nuovo compratore.
Poi, incontra l'amore. Ricco, felice e innamorato, Kiwe sembra avere ora tutto ai suoi piedi. Ma non è così: una malattia crudele lo colpisce. Disperato, il giovane si mette alla ricerca frenetica della bottiglia che ora gli potrebbe salvare la vita, ma questa sembra scomparsa nel nulla.
Quando la ritrova, il suo prezzo ormai è calato paurosamente. Per averla, paga un solo centesimo: ormai non sarà più possibile rivenderla a un prezzo minore. Guarito, Kiwe pensa a come salvarsi l'anima e ha un'idea. Sua moglie Kokua gli ha suggerito di andare a Tahiti, dove ogni centesimo è ancora divisibile per cinque. Ma lì nessuno vuole la bottiglia stregata. Alla fine, Kiwe riuscirà a trovare un vecchio marinaio che, ubriaco, non vorrà più separarsene, convinto che all'inferno ci andrà comunque, bottiglia o non bottiglia.
Poveri ma salvi, Kokua e Kiwe tornano a casa, consapevoli dei veri valori della vita.

## Produzione
Il film, che venne girato in Germania, fu prodotto dall'Universum Film (UFA) e L'Alliance Cinématographique Européenne (ACE).

## Distribuzione
Distribuito da L'Alliance Cinématographique Européenne (ACE), uscì nelle sale cinematografiche francesi il 5 aprile 1935. Ebbe, con il titolo Obra do Diabo una distribuzione anche in Portogallo dove venne proiettato per la prima volta il 13 aprile 1936.